# Charles-Émile Reynaud
Charles-Émile Reynaud (Montreuil, 8 de desembre de 1844 - Ivry-sur-Seine, 9 de gener de 1918) fou un inventor i pioner del cinema d'animació francès que va perfeccionar el zoòtrop i va inventar el praxinoscopi el 1877. Va patentar una millora considerable del seu invent el 1888 al que va batejar amb el nom de Théâtre Optique. Va ser el primer, a més, en perforar la pel·lícula, com a mitjà d'arrossegament mecànic d'aquesta. Les seves projeccions estaven sincronitzades amb música composta per ell mateix i efectes sonors. Les seves pel·lícules presenten breus escenes humorístiques amb un to naïf i poètic. Reynaud, en resum, va ser el primer a aconseguir passar del moviment cíclic de figures dibuixades a un discurs visual dotat d'argument que es projectava davant d'un públic.

## Biografia
El pare d'Émile Reynaud era un horòleg i grabador de metall; com a conseqüència, Reynaud tenia molts objectes mecànics amb els quals divertir-se. Gràcies a la seva mare, d'altra banda, institutriu i aquarelista, va aprendre les tèciques de pintura i dibuix que utilitzaria posteriorment en les seves animacions. Als 14 anys, va ser fet aprenent d'un conegut enginyer a Paris, i, a continuació, va treballar com a ajudant del fotògraf i escultor Adam Salomon. Poc després ja preparava plaques de llanterna, fotografiades o fetes a mà, seguint les lliçons ofertes per Abbe Moigno. Després de la mort del seu pare, el 1885, ell i la seva mare van anar a viure amb el seu oncle, que tenia una gran llibreria a casa, on Reynaud va continuar estudiant. Reynaud posseïa una vocació per les àrees de la ciència i la tècnica, les quals ja s'havien manifestat des de jove, i per aquest motiu és quan va començar a treballar al camp de l'enginyeria.
L'any 1876 va decidir fer una joguina per meravellar uns nens petits. Es va basar en el zoòtrop i el fenaquistoscopi. Va ser després de realitzar diverses feines que el van acceptar com a mestre en un centre d'ensenyament tècnic a la ciutat de Puy. Gràcies a aquest fet, Reynaud va tenir el seu primer contacte amb el fenaquistoscopi, el qual el va motivar a aprofundir en el seu interès pels efectes òptics. El 21 de desembre de 1877 va patentar el praxinscopi. Va desplaçar-se a l'apartament annex a la botiga on el praxinoscopi era comercialment produït. Aquest primer invent li va comportar una menció honorable a l'exposició de París de 1878.
El 1879 es casà amb Marguerite Rémiatte, amb la qual tindria dos fills: Paul i André. Aquell mateix any va adherir un suplement de patent al praxinoscopi per a una millora: el praxinoscopi-teatre. Aquest va ser la base per al seu gran invent: el Teatre òptic,un praxinoscopi a gran escala ideat per a la projecció en públic i patentat l'any 1888.
L'any 1892, Reynaud va signar un acord amb el Musée Grevin a París per presentar les "Pantomimes Lumineuses", la primera animació d'imatges projectada en públic en una pantalla de mida gran. El 28 d'octubre de 1892 va fer-se la primera sessió. Reynaud estava situat darrere una pantalla translúcida on es projectava la pel·lícula amb el teatre òptic. Ell mateix anava fent les explicacions. Així va aconseguir crear una pel·lícula d'entre dotze i quinze minuts dels 500 fotogrames fets a mà de Pauvre Pierrot. Les altres primeres pel·lícules foren Clown et ses chiens (300 fotogrames) i Un Bon boc (700). Les projeccions van tenir molt èxit fins a finals de la dècada del 1890, quan l'aparició del cinematògraf dels germans Lumière va presentar competència.
Reynaud va experimentar, sense èxit, amb un mirall oscil·lador que fes de projector (l'stéreo-cinéma), en un intent de modernitzar la tècnica de la seva presentació, però la competició amb el cinematògraf i altres còpies va ser, finalment, perduda. L'última projecció va tenir lloc el 28 de febrer de 1900.
Abans de la seva mort el gener de 1918, en ruïna econòmica i en un episodi de depressió, va destrossar el mecanisme sobrevivent del teatre òptic i va llençar totes les seves cintes d'animació al Sena, excepte dues. Aquestes dues són les cintes que encara es conserven actualment i són els únics exemples del seu treball en la projecció pública d'animació: Pauvre Pierrot i Autour d'una cabine.

## Invencions

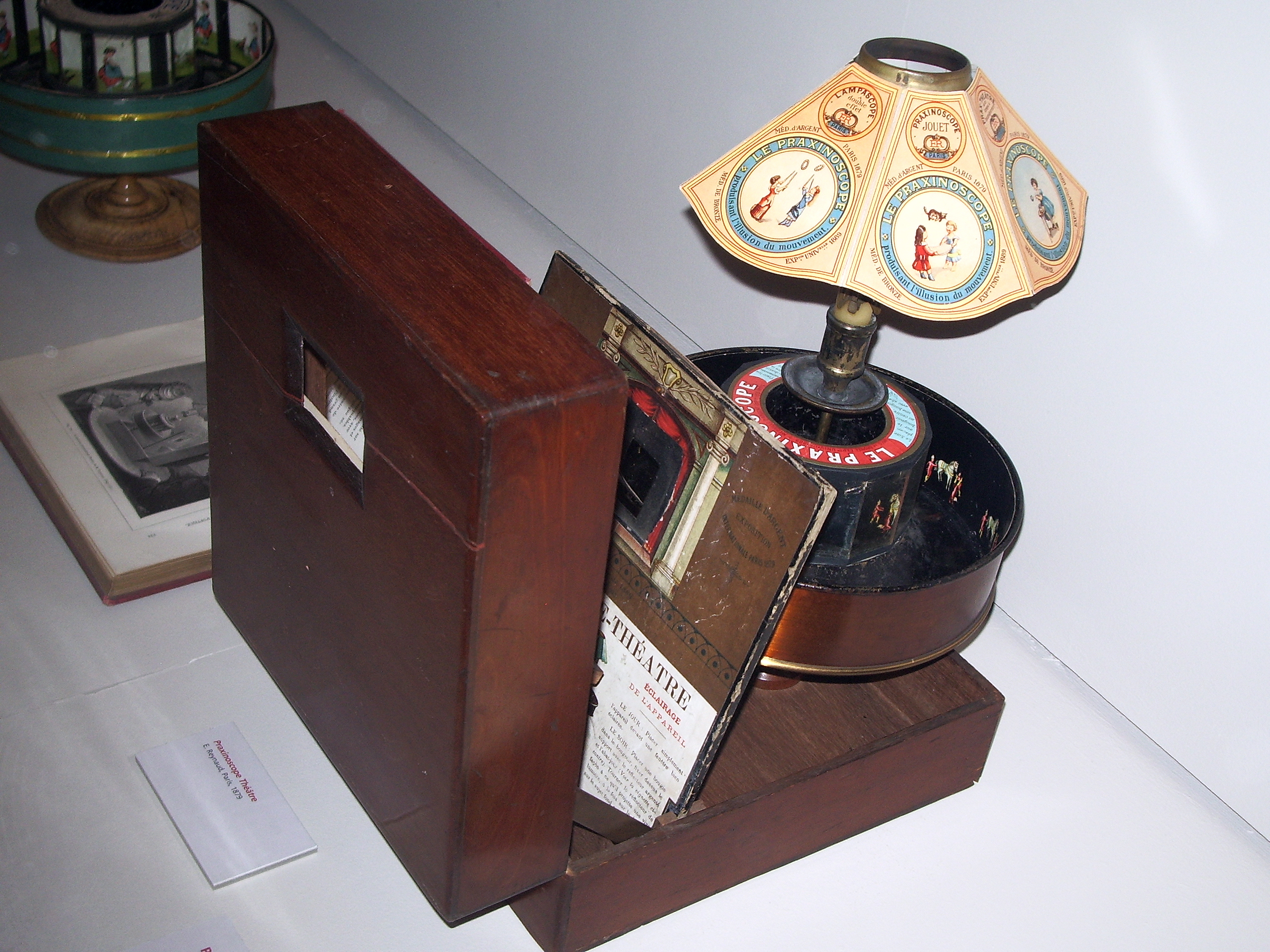
Praxinoscopi teatre

Com s'ha dit Émile Reynaud va ser un personatge molt important dins el cinema d'animació. Alguns dels seus invents van ser els següents:
- Praxinoscopi (1876): Es tracta d'una joguina òptica que constitueix una evolució del zoòtrop, un tambor a les parets interiors del qual hi ha un conjunt d'il·lustracions cícliques. Però Reynaud substitueix les escletxes del zoòtrop per una série de miralls en forma de polígon situats al centre del tambor. En fer-lo girar, l'angle entre els miralls fa el mateix efecte d'obturació que l'espai entre les escletxes del zoòtrop, provocant la il·lusió de moviment de les imatges reflectides en ells.[4]
- Praxinoscopi de joguina (1877):Versió més petita del Praxinoscopi ja inventat que només inclou vuit dibuixos.
- Praxinoscopi teatre (1879): Versió mirollada del praxinoscopi que elimina la visió dels miralls que l'espectador no està observant mitjançant una embocadura en forma de petit decorat fix. A la vegada, gaudia d'alguns decorats intercanviables dibuixats sobre un suport transparent, que permetia que la imatge dels miralls s'hi superposés.[5][6]
- Projecció del Praxinoscopi (1880): es tracta de la projecció de les imatges del Praxinoscopi en una pantalla a partir d'una llanterna màgica.
- Stéréo cinéma (1907): praxinoscopi d'ús individual, de forma similar al cinetoscopi d'Edison. Es feia girar les cintes, reflectides a través de prismes i duplicades (una per a cada ull), mitjançant una manovella.[7]

## El teatre òptic
El Teatre òptic va ser una invenció singular de Reynaud, patentada el 1888. Permetia la projecció d'imatges en moviment a gran escala i de llarga duració.
Això era gràcies a la unió dels conceptes òptics del praxinoscopi i els de la llanterna màgica. El sistema consistia en una série de plaques de vidre que Reynaud pintava a mà, i montava sobre diverses tires de cuir, que estaven connectades entre elles a través d'un suport metàl·lic de cintes perforades, que a la vegada estava unit al mecanisme del propi praxinoscopi. La pel·lícula es col·locava dins d'una bobina, i era rebuda per una segona bobina. L'operador havia de girar simultàniament les dues bobines per poder projectar les imatges a través de dues llanternes màgiques combinades mitjançant un mirall. Una servia pel fons de l'escena i l'altre per la resta d'elements.
Aquestes són les primeres projeccions a una gran pantalla de cinema, abans que les dels germans Lumière. Es consideren, a més, les primeres pel·lícules d'animació. Émile Reynaud les va anomenar "Pantomimes brillants" (pantomimes brillants en francès). El públic podia contemplar històries completes (amb inici, nus i desenllaç), projectades per Reynaud en persona a una pantalla al "Cabinet fantastique" del Museu Grévin, a les fosques. Aquestes pel·lícules superaven en duració les seves animacions cícliques.
Per això, malgrat les teories d'alguns autors, el teatre òptic no es pot considerar part de Precinema, on cada espectacle és cíclic i dura només un segon o dos, com és el cas de tota la sèrie praxinoscopes fetes per Reynaud. La primera pel·lícula del cinema, (rodada el 1891) va ser de William Kennedy Dickson i no excedia els 50 segons de durada i les futures "vistes fotogràfiques animades" de Louis Lumière (1895) van ser igualment curtes. Les pantomimes lluminoses, en canvi, duraven d'un minut i mitg a cinc minuts. La durada real podia variar i duplicar-se o triplicar-se segons la decisió del projector d'enlentir, accelerar, o parar la pel·lícula segons el públic, fet que pot catalogar l'espectacle de gravat o en moviment.
La patent presentada l'1 de desembre 1888 va diferenciar el teatre òptic de Reynaud de les seus altres invents òptics: 
"El dispositiu està dissenyat per aconseguir la il·lusió de moviment, que ja no està limitada per la repetició de les mateixes imatges en cada projecció. Al contrari, presenta una gran varietat i extensió d'escenes animades reals, gairebé indefinides, i penso que tindrà possibilitats ilimitades."
Per iniciativa del museu, Reynaud va contactar amb Gastón Paulin, qui va compondre partitures originals per cada pantomima. Aquestes composicions suposen bandes sonores originals primigènies.

## Filmografia

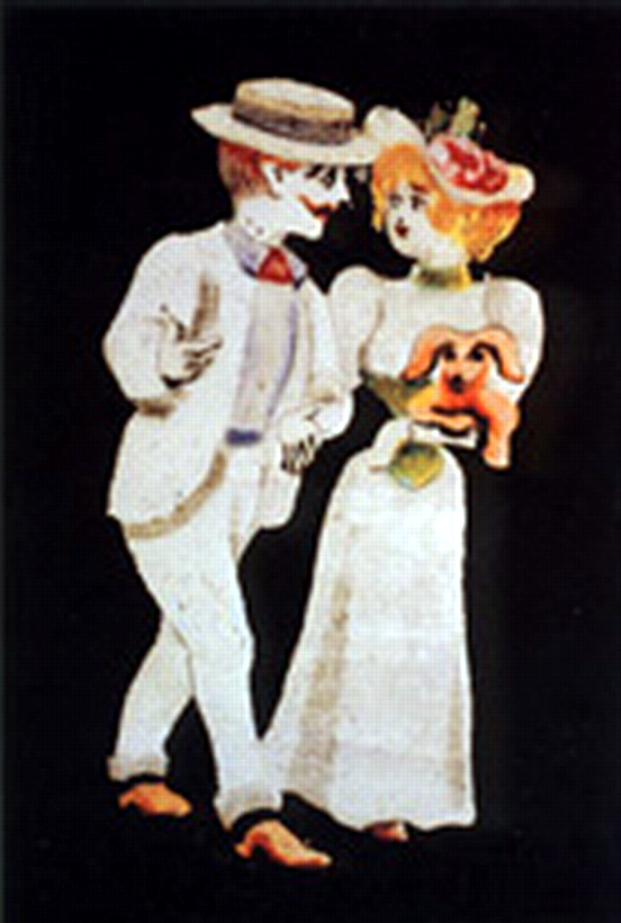
Personatges dAutour d'une cabine (1895)

### Pel·lícules d'animació
- Un bon bock (1888)
- Clown et ses chiens (1892)
- Pauvre Pierrot! (1892)
- Rêve au coin du feu (1895)
- Autour d'une cabine (1895)[10]

### Pel·lícules cinematogràfiques
- Guillaume Tell (1896)
- Le premier cigare (1897)